# Yarden Gerbi
Yarden Gerbi (Netanya, 8 de julho de 1989) é uma judoca israelense da categoria até 63 quilos.
Foi campeã mundial no Rio de Janeiro 2013 e vice em Cheliabinsk 2014.
Nos Jogos Olímpicos de 2016 obteve a medalha de bronze ao vencer a japonesa Miku Tashiro na categoria até 63 kg.